# Susan Stamberg
Susan Stamberg (née Susan Levitt le 7 septembre 1938 à Newark (New Jersey)) est une journaliste américaine. Elle est correspondante spéciale pour NPR et anime l'émission Weekend Edition Saturday (en).

## Biographie
En 1972, Stamberg est co-animatrice de All Things Considered, poste qu'elle occupera pendant 14 ans. Elle est la première femme à obtenir un poste permanent de présentatrice de nouvelles de nuit sur un poste national aux États-Unis.
En 1994, Stamberg intègre le NAB Broadcasting Hall of Fame (en), puis le National Radio Hall of Fame (en) en 1996.